# Pollestres
Pollestres ([pu'ʎestɾəs], igual en francès) és un poble, cap de la comuna del mateix nom, de 4.647 habitants, de la comarca del Rosselló, a la Catalunya del Nord. Forma part de la Plana del Rosselló, al límit amb els Aspres.

## Etimologia
Tot i la similitud formal -i l'escut parlant del poble, on es troba el dibuix d'un pollastre-, el nom del poble no té res a veure amb aquesta mena d'animals. Joan Coromines explica que el nom d'aquest poble deriva d'un derivat d'un radical palud- (aiguamoll) amb el sufix -estris, de caràcter col·lectiu. De paludestris hauria passar per metàtesi a padulestris, d'aquí a paulestris i a pollestres, finalment.

## Geografia

### Localització i característiques generals del terme

Situació de la comuna de Pollestres en el Rosselló

El terme comunal de Pollestres, de 83.000 hectàrees d'extensió, és una mica al sud del centre de la comarca del Rosselló, a la confluència dels rius Reart i Cantarana. Està situat a ponent de l'Estany de Vilanova, a la riba de ponent del qual arriba el terme de Pollestres. Pel costat oest, el terme també arriba a toca l'Estany de Nyils. Es tracta d'una terrassa alta del Rosselló, a tocar dels Aspres. El terme comprèn el Serrat de l'Esquerrot i el Serrat de l'Esquerrot Baix, situats al sud del poble, a llevant de la carretera general, l'anomenada Ruta Nacional.
Termes municipals limítrofs:
| Cànoes           | Perpinyà          |                 |
|                  |                   | Vilanova de Raó |
| Pontellà i Nyils | Bages de Rosselló | Montescot       |

### El poble

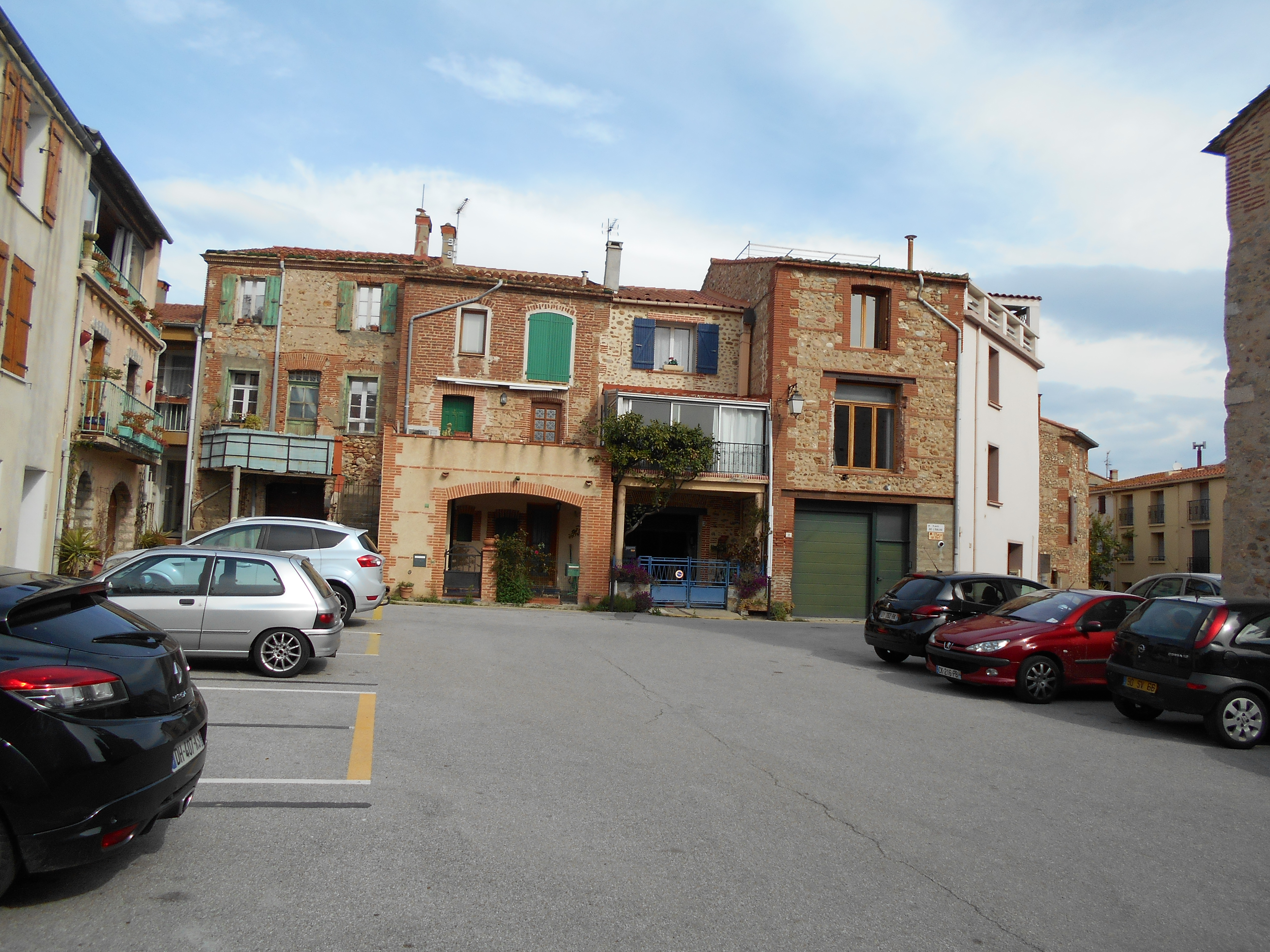
Detall de la cellera de Pollestres

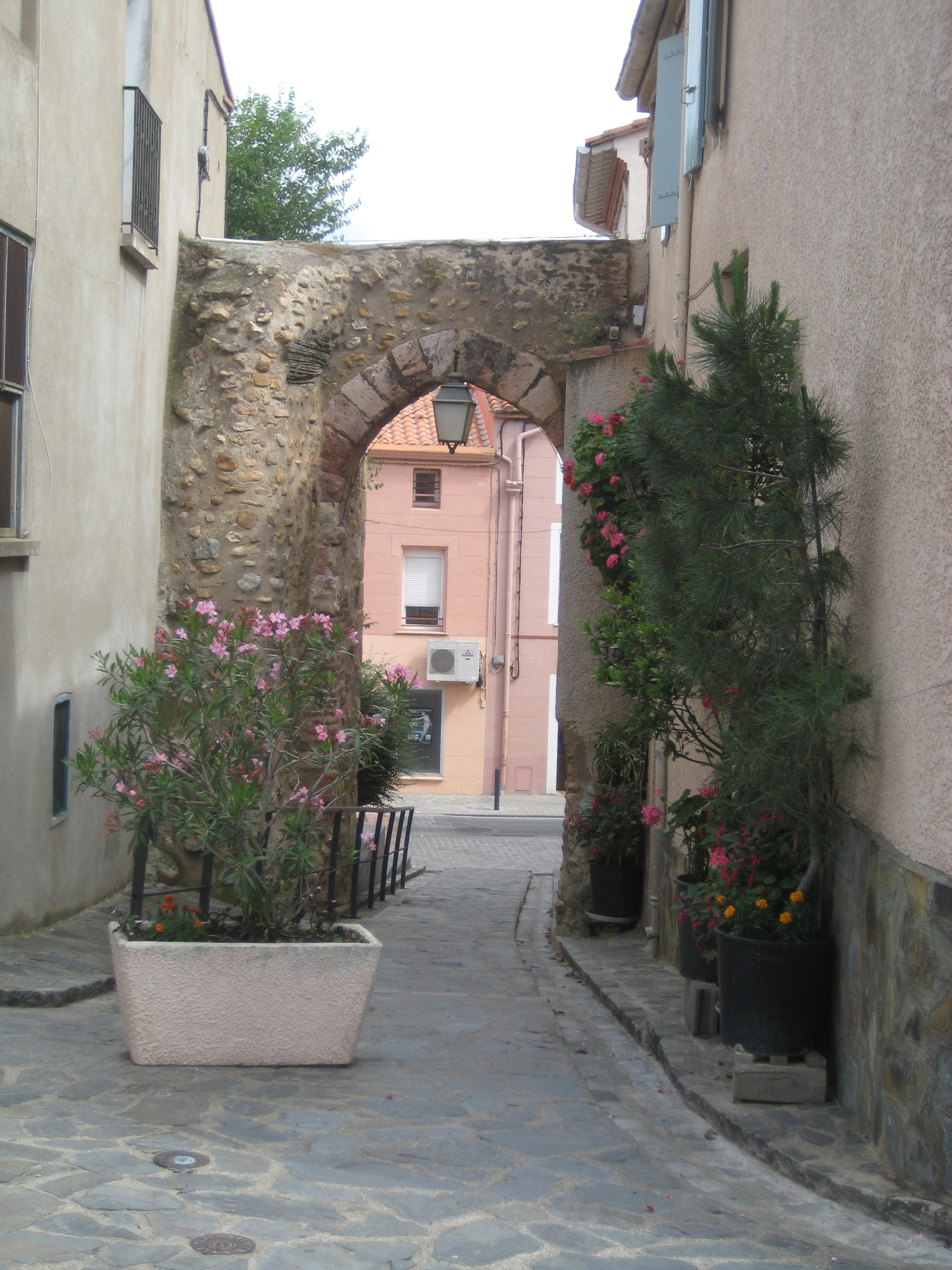
Porta de l'Empavat, part dedins

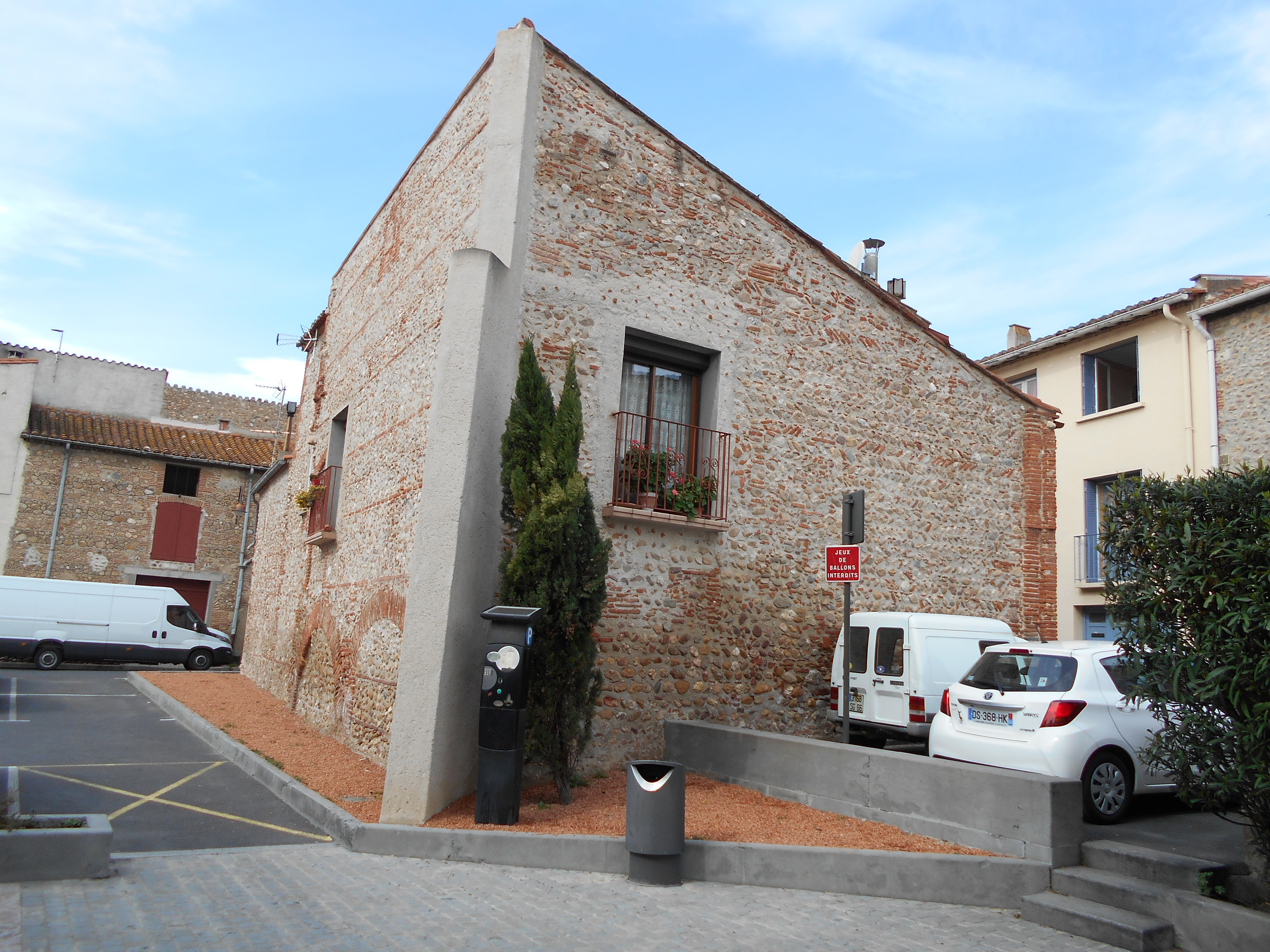
Cases de la cellera de Pollestres

Com altres pobles rossellonesos, l'origen de Pollestres es deu a una cellera formada a l'entorn de l'església parroquial de Sant Martí i el seu cementiri, el seu recinte murallat, del qual es conserva la Porta de l'Empavat i la Torre, i, al costat sud-oest, el castell. El castell és situat en el punt més enlairat del turonet on s'assenta el poble, en un angle del recinte fortificat. El traçat medieval dels carrers del nucli vell de poble encara es fa evident avui dia, sobretot a l'entorn de l'església, que queda quasi del tot encerclada pel clos que formen les mateixes cases, a la part exterior de les quals es fa palesa la muralla. Els noms dels carrers d'aquest nucli antic encara evidencien aquestes realitats: carrer de la Muralla, carrer del Castell, carrer de l'Església, carreró de la Muralla, carrer de la Processó... Així es formaren els barris del Castell, de Sant Martí, de Sant Pere i del Rec del Molí. Almenys dos pous donaven aigua al nucli vell: el Pou de la Plaça i el Pou de la Platana.
El primer creixement del poble es produí en els vessants d'aquest turonet, i més tard resseguint les zones planes més properes. Així s'anaren creant les urbanitzacions del Clos dels Aspres, els Closals, la Garriga, el Mas de la Garriga, i més tard, la ZAC (Zona d'activitats comercials) de la Creu Blanca i la Zona Comercial de la Devesa.

### Els masos del terme
A Pollestres es conserven el Mas de Garrià, o Mas d'Emaús, antigament Mas de la Nan (o Lenan) o Mas Saint-Edmond, el Mas de la Devesa, el Mas de la Garriga, que fou possessió dels templers havia tingut l'església de Santa Maria, abans Mas de Fontcoberta, o Mas dels Pobres, el Mas d'en Colomines i el Mas Monplaisir, o Mas Puec, antigament Mas de Barrià.

### Els cursos d'aigua
Pollestres combina dos tipus de cursos d'aigua: a la zona oest i nord, on hi ha el començament dels Aspres, hi ha rius i torrents, mentre que a la zona plana, a prop de l'Estany de Vilanova (la zona lacustre que dona nom al poble), hi ha agulles, recs de drenatge i irrigació, comunes a tot el sector de llevant, més pla, del Rosselló.
El riu principal del terme és el Reart, que solca el terme de sud a nord-est. A la part nord de Pollestres s'hi ajunta la Cantarana, que discorre en diagonal de sud-oest a nord-est, tots dos pel costat est del nucli de població, però la Cantarana fregant el poble. Sobretot procedents del nord-oest del terme hi ha diversos còrrecs -torrents- afluents principalment de la Cantarana: Còrrec de la Pedrosa, Còrrec de les Fanfaines, Còrrec de la Creu Blanca, Còrrec de la Devesa, Còrrec de la Travessa i Còrrec d'en Cesat. El Còrrec de Fanjaus aboca directament a l'Estany de Vilanova a la zona de la Reserva Ecològica de l'estany.
Entre els recs, n'hi ha un de drenatge: el Canal, o Agulla, de l'Estany, i tres d'irrigació: l'Agulla dels Closals, l'Agulla dels Horts i el Rec del Molí. Completen aquesta relació l'Ull del Rec del Molí, d'on sorgeix aquest rec, i la desapareguda Resclosa del Rec del Molí.
Diversos passos a gual permetien el pas dels camins sobre els cursos d'aigua: el Pas d'Elna, o Passallís de la Cooperativa, el Passallís de la Riba, el Passallís del Camí de Bages, el Passallís del Camí de la Prada i el Passallís del Camí d'en Colomines.

### Els elements del relleu
A diferència de la major part de comunes de la Plana del Rosselló, Pollestres té en el seu terme diversos serrats, a més de les valls del Reart i la Cantarana. Els serrats són, al sud-est del terme, al límit amb Bages el Serrat de l'Esquerrot, o de l'Esquerrot Alt, i el Serrat de l'Esquerrot Baix. A llevant, al límit amb Vilanova de Raó, les Serres, i també a llevant, entre els serrats suara esmentats, el Serrat de Barrià.

### El terme comunal
Les partides rurals del terme de Pollestres són les següents: l'Ametllana, Barrià, Camí de Cànoes, Camí de la Vila, Camí de Toluges, el Camp de la Ribera, Canal de l'Estany, els Castanyers, la Colomina d'en Rebollet, Coma Oriola, la Creu Blanca, la Creu de Montoliu, Davant de les Cases, la Devesa, o Mas de la Devesa, les Fabresses, la Falguera, les Fanfaines, Fanjaus, la Font d'en Cesat, els Fornils, la Garriga, abans la Garriga del Reart, la Garrigola, els Horts, el Mas de Barrià, el Mas de la Nan, el Mas Nou, el Mas Porrà, el Pas de la Gràcia, el Pas d'Elna, la Pau, la Pedrosa, el Pla de Sant Martí, el Pou del Gel, els Quatre Camins, les Ribes, o la Riba, els Teixons, les Teuleries, la Travessa, el Vinyer de la Travessa, el Vinyer del Moro, la Vora de la Ribera i la Vora del Rec. Alguns noms ja són perduts, com Rastí i Tertra.

## Transports i comunicacions

### Carreteres
Travessa el terme de Pollestres de nord a sud, a prop del límit oest, l'autopista A-9/E-15, anomenada la Catalana, que no té cap enllaç dins del terme. Una altra carretera de primer ordre que travessa el terme, ara pel centre-est, és la D-900 (l'antiga RN-9), de Salses al Portús. Aquesta sí que inclou enllaços amb el poble de Pollestres, a través de diversos punts giratoris. Per aquesta carretera, Pollestres és a 7 quilòmetres de Perpinyà i a 14,3 del Voló.
A més, d'est a oest travessa el terme la carretera D-39 (D-914, a Tesà - D-1, a Pesillà de la Ribera), que enllaça Pollestres amb Vilanova de Raó, Cànoes, Toluges i el Soler. Pollestres és a 5,2 quilòmetres de Vilanova de Raó, cap a llevant, i a 3,5 de Cànoes, a 7 de Toluges i a 11,7 del Soler, cap a ponent.
Del poble de Pollestres surt cap al sud-oest la D-23A (Pollestres - Pontellà), que uneix aquestes dues poblacions, amb la de Nyils entremig. 5,3 quilòmetres separen les dues poblacions extremes, mentre que Nyils queda a 2,5 quilòmetres de Pollestres. Finalment, al límit nord-est de la comuna, fent de termenal, es troba la carretera D - 91 (D-39, a Perpinyà - D-900, a Perpinyà), que té enllaç amb Pollestres a través de les ja esmentades D-39 i D.900.

### Transport col·lectiu públic
Per Pollestres passen les línies 20, de Perpinyà (el Castellet) a Pollestres, i 27, de Perpinyà a Llupià, de la Compagnie de Transports Perpignan Méditérranée, tot i que la 27 passa només pels barris perifèrics del nord del poble. Per aquestes línies, Pollestres és a mitja hora de la capital rossellonesa, pel que fa a la 20, amb 11 serveis diaris en cada sentit, de dilluns a dissabte. El diumenge i els dies de festa, hi ha servei sotmès a la demanda existent, entre Pollestres i el Centre Comercial de la Porta d'Espanya, on enllaça amb la línia 11, per acabar d'arribar al Castellet, de Perpinyà. Ofereix quatre serveis en cada sentit.
La línia 27 uneix Perpinyà amb Pollestres, Nyils, Pontellà i Llupià, amb quatre serveix diaris de Perpinyà cap a Llupià, i només tres a la inversa. No té servei el diumenge ni els dies de festa. Pollestres és, per aquesta línia, a 25 minuts de Perpinyà, a 10 de Nyils, a un quart d'hora de Pollestres i a 25 minuts de Llupià.

### Els camins del terme
A banda de l'Autoruta la Catalana, que solca el terme de nord a sud, Pollestres compta amb unes quantes carreteres de comunicació amb els pobles veïns, ara asfaltades, i amb alguns camins sense asfaltar, però amb la mateixa finalitat: la Ruta Nacional i els camins de Bages, de Barrià, o de Bages a la Porta de Canet, de Cànoes, de la Vila, de les Serres, abans Camí de Vilanova, Camí de Nyils, Camí de Nyils a Bellric, o Camí de Bellric, Camí de Toluges i Camí de Toluges a Vilanova. Els altres camins són interns del terme de Pollestres: Camí de Coma-serra, Camí de la Devesa, Camí de la Prada, Camí de la Riba, Camí de la Sal, Camí de la Travessa, Camí del Mas Nou, Camí del Mas Passamà, Camí del Mas Ripoll, Camí del Moro, Camí dels Castanyers, Camí dels Horts, Camí dels Maters i Camí d'Emaús.

## Activitats econòmiques
Tot i que la proximitat de Pollestres respecte de Perpinyà ha fet que aquest poble hagi avançat molt cap a la conversió en ciutat-dormitori, encara es conserva una bona part de l'activitat econòmica antiga: l'agrícola. Gairebé tota la terra es dedica a la vinya, més del 95% per a denominacions d'origen controlades: Costers del Rosselló, Ribesaltes o Moscat de Ribesaltes. Hi ha una petita extensió d'arbres fruiters (presseguers i albercoquers) i també una mica d'hortalisses (enciam, tomàquets, escaroles i productes primerencs). En total, són més d'un centenar d'explotacions agrícoles, malgrat el descens dels darrers anys.
Quant a la producció del vi, els masos més importants tenen cellers propis, i n'hi ha un de cooperatiu, en una cava creada cap als 30 del segle xx, amb una capacitat de 40.000 hl. A part d'aquesta, hi ha poca indústria: magatzems d'elaboració i venda de ceràmica, de mobles, i una empresa mitjana de construcció.

## Història

### Prehistòria
Tot i que la majoria de vestigis trobats a Pollestres pertanyen a l'antiguitat, alguns són anteriors, especialment de l'època protohistòrica. Al Serrat de l'Esquerrot, al sud-est del terme, va aparèixer un important conjunt de ceràmiques modelades, pertanyent a un hàbitat enlairat.

### Història Antiga
La història antiga, sobretot l'antiguitat romana, ha deixat nombrosos vestigis en el terme de Pollestres. Nombroses restes de diverses menes de terrissa romana que denoten la presència d'hàbitats rurals, principalment d'època romana, a llocs com la Travessa, al nord-oest del terme, prop de l'àrea de repòs de l'autopista; a Sant Martí, a l'esquerra del Reart a l'est del poble, al Pla de Sant Martí, molt a prop del poble i al seu sud-oest; a la Font d'en Cezat, actualment urbanitzat, just al nord d'on hi ha la Casa de la Vila i la Sala Municipal Jordi Barre; a la Devesa, a l'extrem nord-est del terme de Pollestres; als Fornils, al sud-est del poble i a llevant de la carretera D - 900 i del lloc conegut com el Pou de Gel; als Teixons, a llevant del poble, a tocar del termenal i a les envistes de l'estany de Vilanova de Raó, on va aparèixer un gran dipòsit d'objectes de bronze, a part de molta ceràmica d'època republicana i del Baix Imperi; a Barrià, al sud-est del poble i al límit comunal, amb dos petits hàbitats, un d'època romana republicana, i un del Baix Imperi, i al Pardal.

### Història Medieval
Abans de l'any 1000, Pollestres pertanyia al monestir de Santa Maria d'Arles, com ho certifiquen un precepte de Lluís el Tartamut del 878 i un de Carloman II de tres anys més tard. A part d'aquest domini, hi havia diversos propietaris que hi tenien alous; així, per exemple, el 970 es donava una donació a Elna i els mateixos anys s'enregistrava una venda a Oliva Cabreta de Cerdanya. Aquest alou fou cedit pels descendents del comte de Cerdanya al monestir d'Arles.
El primer quart del segle xi es constata que Pollestres depenia de Sant Pere de Roda, tal vegada per una permuta. En aquest mateix segle està documentada una família cognominada Pollestres, que donà dos abats a Sant Genís de Fontanes. El senyoriu, però, continuava en mans de Sant Pere de Roda, però aquest monestir se'n desfeu, ja que Pere el Cerimoniós venia la senyoria de Pollestres al donzell Felip Roig. Del 1415 al 1432 en fou senyor Esteve Satorre.

### Història Moderna
El 1639 n'era senyor Francesc de Blanes, qui arribà a ser cònsol de la ciutat de Perpinyà el 1660. Ja va quedar en mans d'aquesta famñiliam, ja que el senyor de Pollestres just abans de la Revolució Francesa fou Joan Esteve de Blanes, marquès de Millars, mort el 1764. La seva jove hereva i vídua hagué d'emigrar el 1793.

## Demografia

### Demografia antiga
La població està expressada en nombre de focs (f) o d'habitants (h)
| 33 f | 31 f | 16 f | 12 f | 4 f | 11 f | 39 f | 45 f | 36 f | 117 h | 36 f | 44 f | 104 h |

Font: Pélissier 1986

### Demografia contemporània
| Evolució de la població |      |      |      |      |      |      |      |      |
| 1793                    | 1800 | 1806 | 1821 | 1831 | 1836 | 1841 | 1846 | 1851 |
| 128                     | 128  | 186  | 252  | 282  | 266  | 298  | 317  | 357  |

| 1856 | 1861 | 1866 | 1872 | 1876 | 1881 | 1886 | 1891 | 1896 |
| ---- | ---- | ---- | ---- | ---- | ---- | ---- | ---- | ---- |
| 370  | 373  | 406  | 436  | 579  | 671  | 720  | 771  | 834  |

| 1901 | 1906  | 1911  | 1921 | 1926 | 1931 | 1936 | 1946 | 1954 |
| ---- | ----- | ----- | ---- | ---- | ---- | ---- | ---- | ---- |
| 951  | 1.023 | 1.027 | 988  | 901  | 869  | 839  | 759  | 851  |

| 1962 | 1968  | 1975  | 1982  | 1990  | 1999  | 2006  | 2011  | 2012  |
| ---- | ----- | ----- | ----- | ----- | ----- | ----- | ----- | ----- |
| 859  | 1.006 | 1.450 | 2.433 | 3.019 | 3.623 | 3.884 | 4.565 | 4.590 |

| 2013  | - | - | - | - | - | - | - | - |
| ----- | - | - | - | - | - | - | - | - |
| 4.647 | - | - | - | - | - | - | - | - |

Fonts: Ldh/EHESS/Cassini fins al 1999, després INSEE a partir deL 2004

### Evolució de la població

Població 1962-2008

## Administració i política

### Batlles[6]
| Període                                           | Nom                     | Opció política      | Comentaris          |
| ------------------------------------------------- | ----------------------- | ------------------- | ------------------- |
| 1792 – 1794                                       | André                   |                     |                     |
| 1794 – 1796                                       | Pierre Cantort          |                     |                     |
| 1796 – 1798                                       | François Sarris         |                     |                     |
| 1798 – 11 de novembre del 1803                    | Pierre Cantort          |                     |                     |
| 11 de novembre del 1803 – 26 de setembre del 1830 | Joseph André            |                     |                     |
| 26 de setembre del 1830 – 25 d'octubre del 1846   | Pierre André            |                     |                     |
| 25 d'octubre del 1846 – 2 de març del 1848        | Joseph André            |                     |                     |
| 2 de març del 1848 – 18 d'agost del 1855          | Étienne Édouard         |                     |                     |
| 18 d'agost del 1855 – 9 d'abril del 1862          | Antoine Roca-Tres Cases |                     |                     |
| 9 d'abril del 1862 – 14 de juliol del 1862        | Alexis Tastu-Jaubert    |                     |                     |
| 14 de juliol del 1862 – 21 de setembre del 1865   | Bonaventure Mascle      |                     |                     |
| 21 de setembre del 1865 – 11 de setembre del 1868 | Antoine Roca-Tres Cases |                     |                     |
| 11 de setembre del 1868 – 8 de novembre del 1870  | Pierre Deprade          |                     |                     |
| 8 de novembre del 1870 – 17 de maig del 1871      | Joseph Lenan            |                     |                     |
| 17 de maig del 1871 – 16 de març del 1874         | Joseph Giral            |                     |                     |
| 16 de març del 1874 – 13 d'octubre del 1876       | Antoine Puig-Ripoll     |                     |                     |
| 13 d'octubre del 1876 – 11 de maig del 1878       | Joseph Giral            |                     |                     |
| 11 de maig del 1878 - 25 de gener del 1881        | Jacques Mascle          |                     |                     |
| 25 de gener del 1881 – 7 de febrer del 1881       | Janer                   |                     |                     |
| 7 de febrer del 1881 – 11 de juliol del 1884      | Duffau                  |                     |                     |
| 11 de juliol del 1884 – 11 de maig del 1896       | Baptiste Duffau         |                     |                     |
| 11 de maig del 1896 – 1 de març del 1906          | Jean Barde              |                     |                     |
| 1 de març del 1906 – 6 de maig del 1907           | Pierre Tremy            |                     |                     |
| 6 de maig del 1907 – 22 de maig del 1908          | Joseph Maumill          |                     |                     |
| 22 de maig del 1908 – 11 de juliol del 1910       | Joseph Bousquet         |                     |                     |
| 11 de juliol del 1910 – 10 de desembre del 1919   | François Perpignane     |                     |                     |
| 10 de desembre del 1919 – 18 de maig del 1929     | André Ablard            |                     |                     |
| 18 de maig del 1929 – 19 de maig del 1935         | Joseph Puig             |                     |                     |
| 19 de maig del 1935 – 3 de novembre del 1939      | Albert Aliès            |                     |                     |
| 3 de novembre del 1939 – 1 de gener del 1941      | François Bazeries       |                     |                     |
| 1 de gener del 1941 - 9 març 1941                 | Albert Aliès            |                     |                     |
| 9 de març del 1941 – 8 d'agost del 1942           | Jean Parayre            |                     |                     |
| 8 d'agost del 1942 – 2 de setembre del 1944       | Philippe Matignon       |                     |                     |
| 2 de setembre del 1944 – Març del 1977            | Albert Aliès            |                     |                     |
| Març del 1977 - Març del 1989                     | Jacky Pugnet            | PCF                 |                     |
| Març del 1989 – Març del 1995                     | René-Louis Fayaud       | Génération ecologie |                     |
| Març del 1995 – 25 maig 2020                      | Daniel Mach             | UDF, després UMP    | Diputat (2002-2012) |
| 25 maig 2020 – actualitat                         | Jean-Charles Moriconi   |                     |                     |

### Legislatura 2014 - 2020

#### Batlle
- Daniel Mach. 4t Vicepresident de la Comunitat d'Aglomeració Perpinyà Mediterrani.

Député de 2002 à 2012

#### Adjunts al batlle[7]
- 1r: Jean-Charles Moriconi. Encarregat de la seguretat, dels barris i del protocol. Membre de les comissions de Vida social i de Cultura
- 2n: Cathy Levy. Encarregada de la infància, de la joventut i de la vida escolar. Membre de les comissions de Vida social, de Desenvolupament econòmic i obres, i de Cultura
- 3r: Henri Barbaros. Encarregat d'Urbanisme
- 4t: Christiane Queyrat. Encarregada de la Vida social. Vicepresident del Centre Comunal d'Afers Socials
- 5è: Jean-Chistophe Vergeynst. Encarregat de les Finances
- 6è: Monique Baylac-Luquet. Encarregada del Desenvolupament econòmic i d'Obres. Membre de les comissions d'Infància, joventut i Vida escolar, i d'Urbanisme
- 7è: Alain Cordero. Encarregat dels Esports. Membre de les comissions de Seguretat, barris i protocol, i de Cultura
- 8è: Françoise Velu. Encarregada de la Cultura. Membre de les cmmissions de Seguretat, barris i protocol, d'Infància, joventut i vida escolar, d'Urbanisme, de Desenvolupament econòmic i Obres, i d'Esports.

#### Consellers municipals
- Albert Fournier. Conseller municipal delegat encarregat de l'aigua i de la intercomunalitat. Membre de les comissions de Seguretat, barris i protocol, d'Urbanisme, de Finances i de Desenvolupament econòmic i obres
- Yves Durand. Conseller municipal delegat encarregat dels espais verds i de la netedat. Membre de les comissions de Seguretat, barris i protocol, de Desenvolupament econòmic i obres
- Jean-Luc Engrova. Conseller municipal delegat encarregat de la viticultura, de mercats i fires. Membre de les cmmissions d'Urbanisme i d'Esports
- Sylvie Vila. Membre de les comissions d'Infància, joventut i vida escolar i de Desenvolupament econòmic i obres
- Valerie Guillemin. Membre de les comissions de Seguretat, barris i protocol, d'Infància, joventut i vida escolar, d'Urbanisme i de Vida social
- Martine Engrova. Membre de les comissions de Seguretat, barris i protocol, d'Infància, joventut i vida escolar, i d'Urbanisme
- Christine Baldo. Membre de les comissions de Seguretat, barris i protocol, d'Urbanisme i d'Esports
- Jean-Pierre Auriac. Membre de les comissions de Seguretat, barris i protocol, de Finances, d'Esports i de Cultura
- Annie Cauvelet. Membre de les comissions de Seguretat, barris i protocol, d'Infància, joventut i Vida escolar, de Vida social, d'Esports i de Cultura
- Yvan Planterose. Membre de les comissions de Seguretat, barris i protocol, d'Urbanisme, d'Esports i de Vida social
- Armande Bernard. Membre de les comissions de Seguretat, barris i protocol, d'Infància, joventut i Vida escolar, d'Urbanisme, de Vida social, de Desenvolupament econòmic i obres, d'Esports i de Cultura
- Stéphane Caussignac. Membre de les comissions de Seguretat, barris i protocol, d'Infància, joventut i Vida escolar i de Vida social
- Monique Boursier. Membre de les comissions de Seguretat, barris i protocol, d'Infància, joventut i Vida escolar i d'Esports
- Patrice Donot. Membre de les comissions d'Urbanisme, de Desenvolupament econòmic i obres, d'Esports i de Cultura
- Céline Martinez. Membre de les comissions d'Infància, joventut i Vida escolar, d'Urbanisme i de Vida social
- Dominique Cren. Membre de les comissions de Seguretat, barris i protocol, d'Urbanisme, de Desenvolupament econòmic i obres
- Chantal Pages. Membre de les comissions de Seguretat, barris i protocol, d'Urbanisme i de Finances
- Michel Vidal. Membre de les comissions de Seguretat, barris i protocol, de Finances, d'Esports i de Cultura.

### Adscripció cantonal

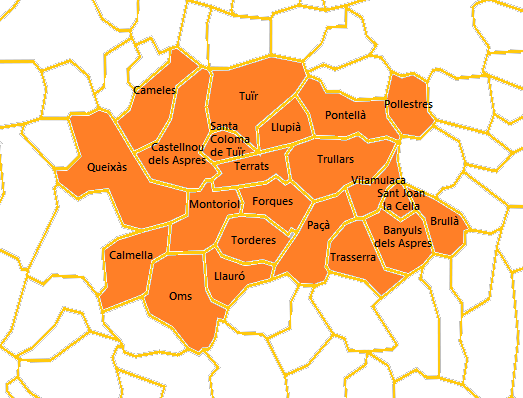
Mapa del Cantó 1 dels Aspres

A les eleccions cantonals del 2015 Pollestres ha estat inclòs en el cantó número 1, denominat Els Aspres, amb capitalitat a la vila de Tuïr i amb els pobles de Banyuls dels Aspres, Brullà, Calmella, Cameles, Castellnou dels Aspres, Forques, Llauró, Llupià, Montoriol, Oms, Paçà, Pollestres, Pontellà i Nyils, Queixàs, Santa Coloma de Tuïr, Sant Joan la Cella, Terrats, Torderes, Trasserra, Trullars i Vilamulaca. Hi han estat escollits com a consellers departamentals Édith Pugnet, del Partit Comunista - Front d'esquerra, Vicepresident del Consell departamental, adjunta al batlle de Cabestany, i René Olivé, del Partit Socialista, Vicepresident del Consell departamental, batlle de Tuïr.

## Ensenyament i cultura

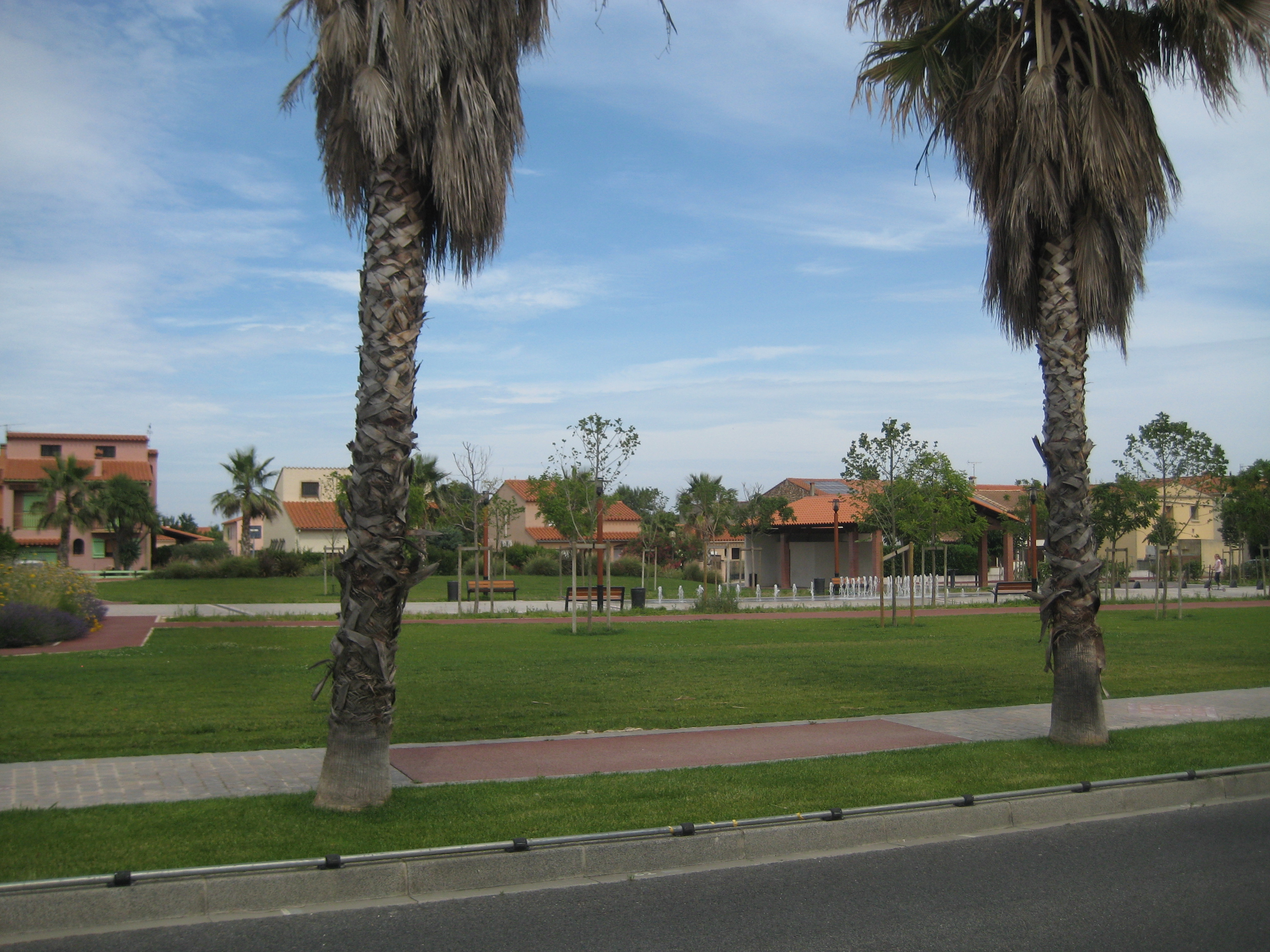
Els espais festius del poble

En primer lloc, la comuna de Pollestres, en coordinació amb la veïna Cànoes, ofereix un servei gratuït per a la cura de la Primera Infància: le Relais d'assistantes maternelles, a través del qual l'ajuntament de Pollestres aporta un lloc d'informació, de trobada, d'intercanvi entre els pares, assistents maternals i professionals de la petita infància, de 0 a 6 anys. El responsable del servei proposa un plàning d'activitats i de tallers, així com reunions sota temes concrets al llarg de tot l'any.
Al centre del poble es troba l'Escola Maternal Paul Éluard, amb 7 classes i 172 alumnes. A continuació, s'hi ofereix l'ensenyament primari a l'escola pública Pau Casals, amb més de 300 alumnes distribuïts a 13 classes diferents. Per tal de cursar els estudis secundaris i de batxillerat, els adolescents i joves del poble han d'assistir als col·legis i liceus de Tuïr o de Perpinyà. El que ofereix Pollestres és activitats periescolars i un punt d'informació juvenil.
Pollestres disposa d'una biblioteca municipal ben dotada de llibres (prop de 10.000), i dues sales per a actes culturals i festes: la Jordi Barre i l`Albert Aliès, espai modulable situat a l'espai Arthur Conte. A més, hi ha dos espais oberts per a activitats festives i participatives, la Rambla, inclosa en l'espai Arthur Conte, i l'Esplanada Europa, on sobretot se celebren els actes de Pasqua.
Una llarga llista de 54 entitats de tota mena completa l'oferta cultural de Pollestres.

## Esports
La pràctica esportiva es pot dur a terme en diversos espais: els estadis Jean-François Imbernom i Pascal Baills, per al rugbi, futbol i atlestisme, el bolòdrom, per a la petanca, el complex esportiu les Catalans de France, per al tennis i altres esports, l'Skate-park Yohan Blazy, el dojo David Douillet i la sala de dansa de l'espai Arthur Conte i un recorregut de salut a l'entorn dels estadis.

## Persones il·lustres
- Sapte (segle xiii), abat del monestir de Sant Genís de Fontanes

## Edificis d'interès
- Castell de Pollestres
- Església parroquial romànica de Sant Martí

## Les escultures de les places públiques

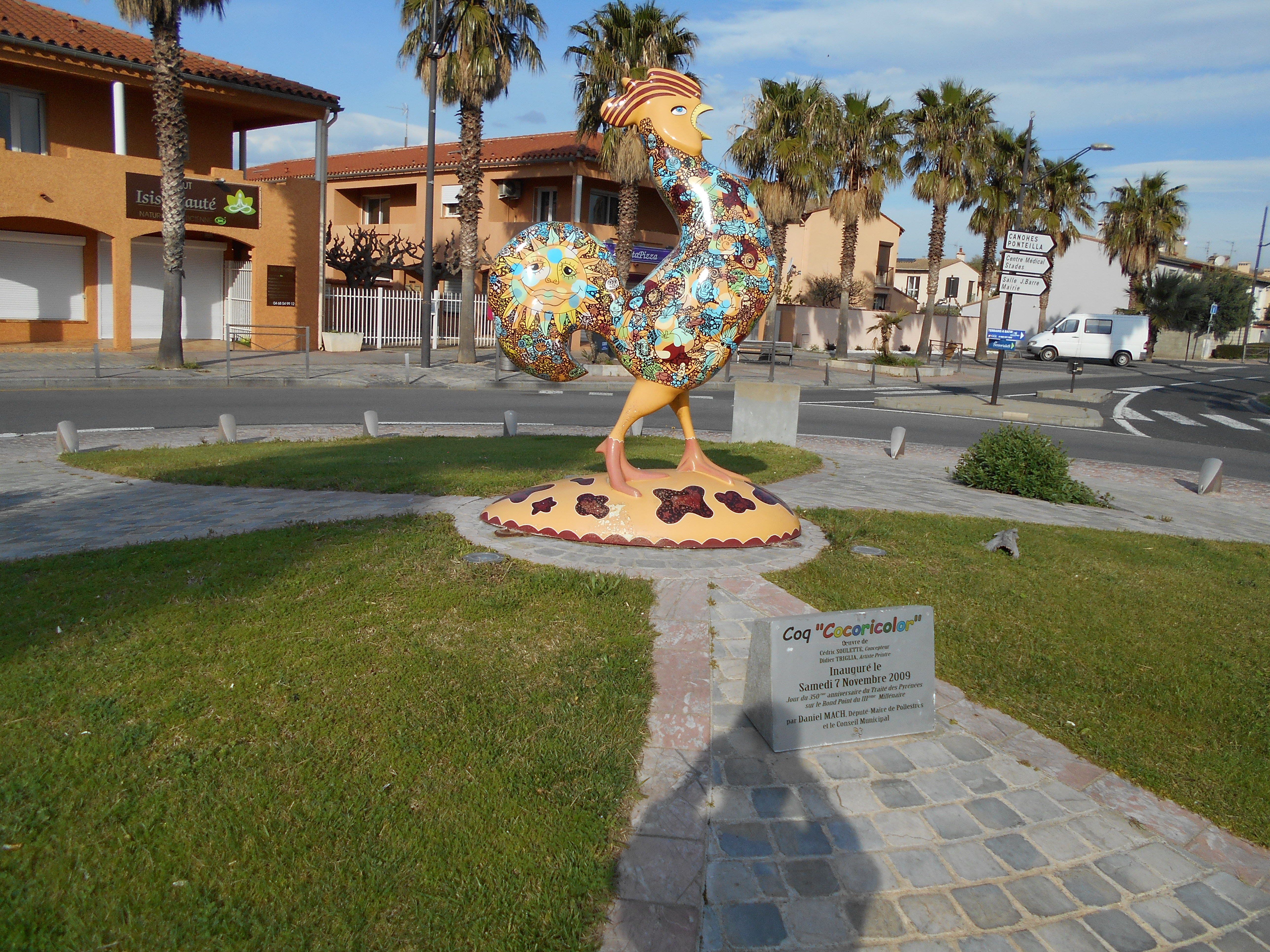
Escultura del Pollastre Cocoricolor de Pollestres

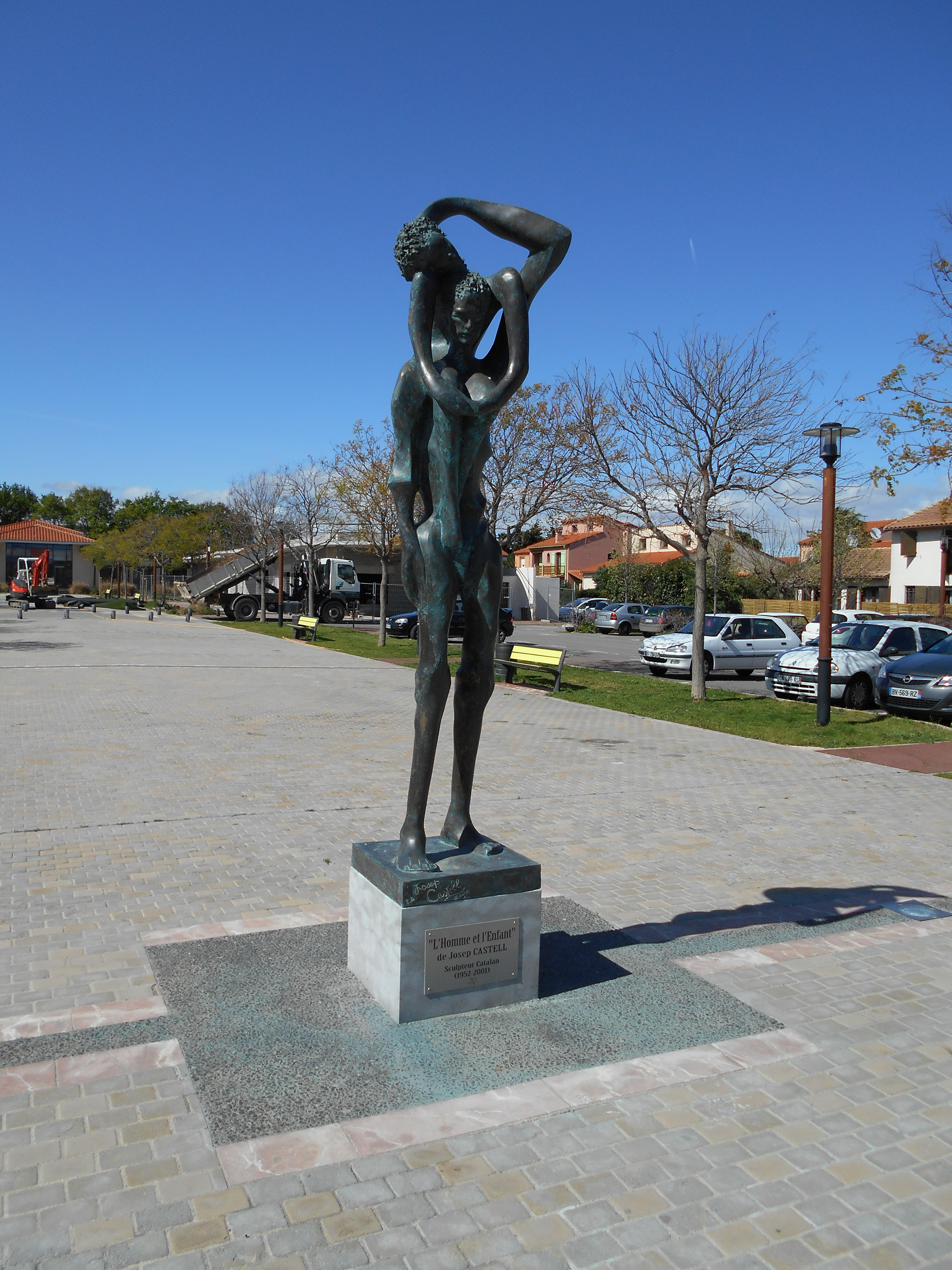
Escultura de Josep Castell, L'home i el nen

En els darrers anys, Pollestres ha eixamplat considerablement el seu nucli urbà, i en les noves feines d'urbanització s'ha donat protagonisme a la creació artística, principalment en forma d'escultures, que s'adiuen molt com a elements ornamentals de l'espai urbà.
Dues escultures destaquen de forma eminent, totes dues entre l'entrada al nucli vell del poble i el que ha d'esdevenir el nou centre neuràlgic, on hi ha la Casa del comú, les sales municipals, el polígon esportiu, un nou centre comercial i amples espais ajardinats per al gaudi dels pollestrins. Es tracta de la dedicada al suposat origen del nom del poble, tot i que fals, com ha estat explicat a l'espai dedicat a l'etimologia, El Pollastre Cocoricolor (Le coq cocoricolor), de Cédric Soulette i Didier Triglia, situat al Punt Rodó del Tercer Mil·lenari, i la intitulada L'home i el nen, de Josep Castells, situada a prop de la cruïlla de les avingudes de Pau Casals i del Rosselló, molt a prop de l'escultura abans esmentada del Pollastre Cocoricolor.